# Gregory Gucassoff
Gregory Gucassoff (Anderlecht, 20 april 1985) is een Belgisch hockeyer.

## Levensloop
Gucassoff liep school aan het Koninklijk Atheneum van Etterbeek, alwaar hij economie-moderne talen studeerde.
Hij begon zijn hockeycarrière bij Baudouin Dilbeek. Later was hij onder meer actief bij KHC Leuven en White Star Evere. Later keerde hij terug naar KHC Leuven. Vervolgens passeerde hij bij Antwerp en Daring om vanaf 2016 opnieuw bij White Star aan te treden.
Daarnaast was hij actief in het Belgisch hockeyteam. Met de nationale ploeg nam hij onder meer deel aan de Olympische Zomerspelen van 2008 te Beijing en de Europese kampioenschappen van 2007 en 2009.
Hij is woonachtig te Koningslo. Zijn vader Robert was eveneens actief in het hockey, evenals zijn zussen Jessica en Larissa. Ten slotte zijn ook zijn oom (Alex), tante (Nadia) en neef (Jeremy) bekende namen in het Belgisch hockey.